# Entwurfsgröße
Unter Entwurfsgröße versteht man in der Typografie diejenige Schriftgröße, für die eine Schrift entworfen wurde. Eine skalierbare Schrift sieht in der Entwurfsgröße am besten aus.

## Geschichtliches
Im Zeitalter des Bleisatzes war es notwendig, für jede Schriftgröße einen eigenen Schriftschnitt anzufertigen. Diese Schnitte wiesen subtile Unterschiede auf, kleinere Größen laufen im Verhältnis weiter und haben größere Dickten, größere Größen laufen enger und haben im Verhältnis geringere Dickten.
Bei der Übertragung der Schriften in skalierbare Formate (wie PostScript oder TrueType) wurde ein Schnitt zur Digitalisierung herausgegriffen und dann nur noch linear skaliert. Dieses Verfahren führt zu deutlichen Einbußen der Satzqualität.
Die Computer-Modern-Schriften von Knuth kommen deshalb in einer ganzen Auswahl von Entwurfsgrößen: 5, 6, 7, 8, 9, 10 und 12 Punkt sowie 17 Punkt. Die Stärke der Striche, mit denen die Buchstaben gezeichnet werden, bleibt dabei annähernd gleich, während sie bei skalierten Schriften immer dicker werden, je stärker vergrößert wird.
In heutiger Zeit (2005) haben einige wenige Multiple-Master-Schriften eine Achse Schriftgröße, die den Effekt der unterschiedlichen Entwurfsgrößen simuliert.